# Klaartje Quirijns

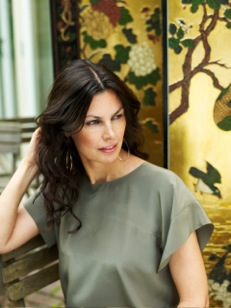
Klaartje Quirijns

Clara (Klaartje) Quirijns (Amsterdam, 1967) is regisseur van documentaires en speelfilms. Ze groeide op in Nederland. Na haar studie rechten werkte ze als regisseur bij de NPS en de VPRO. Quirijns woonde van 1999 tot 2007 New York, waar ze werkte aan documentaires en een video-installatie maakte voor de Kunsthal.
Klaartje maakte internationaal naam met films als The Brooklyn Connection, The Dictator Hunter en Peace versus Justice. In deze documentaires zocht ze naar (politieke) structuren die niet direct waarneembaar zijn. Ze volgt vaak mensen die zich een extreme taak hebben gesteld tegen de achtergrond van een gecompliceerde politieke situatie. Als er een overeenkomstig thema is in haar werk dan is het een gebrek aan communicatie, of tussen culturen of binnen een individu zelf, zoals in haar laatste films. Haar documentaires gingen in première op internationale festivals zoals IDFA, Toronto filmfestival, Berlinale en International Film Festival Rotterdam. 
In 2013 maakte Klaartje haar eerste korte fictiefilm Speelman als onderdeel van de serie One Night Stand, die in première ging tijdens het Nederlands Film Festival in Utrecht, in 2013. 

## Documentaires
- The Brooklyn Connection (2005) - film waarin een wapenhandelaar vertelt hoe hij wapens vanuit de VS naar Kosovo smokkelt. Onderdeel van het Amerikaanse documentaireprogramma POV op PBS. De actualiteitenrubriek 60 Minutes van CBS wijdde er een uitzending aan.
- The Dictator Hunter (2007) - film waarin zij gedurende drie jaar de Amerikaanse mensenrechtenadvocaat Reed Brody volgt, die jacht maakt op Hissène Habré, de oud-dictator van Tsjaad. De film ging in 2007 op het Toronto Film Festival in première, was genomineerd voor de European Film Awards en won verschillende prijzen.
- Peace vs Justice (2011) - film over de spanning tussen het Internationaal Strafhof in Den Haag en de mensen in Noord-Oeganda die kritisch zijn over de 'Westerse manier' van gerechtigheid. De film ging eind januari 2012 in première bij het International Film Festival Rotterdam.
- Anton Corbijn Inside Out (2012) - gedurende meer dan drie jaar heeft zij met Anton Corbijn over de wereld gereisd. De film onderzoekt zijn complexe karakter: de opoffering van zijn privéleven versus zijn carrière, zijn artisticiteit versus een groot publiek, erkenning versus eenzaamheid. De film ging in februari 2012 in première tijdens het Internationaal filmfestival van Berlijn, in de sectie Berlinale Special.
- Your Mum and Dad (2019) - over de invloed van opvoeding op het verdere leven.

## Speelfilms
- Speelman (2013) - Quirijns' eerste korte fictiefilm, met Pierre Bokma, als onderdeel van de serie One Night Stand, die in première ging tijdens het Nederlands Film Festival te Utrecht in 2013.

## Prijzen
The Brooklyn Connection (2005)
- CINE Golden Eagle Trophy, 2005
- Juryprijs Festival International du Film des Droits de l'Homme de Paris

The Dictator Hunter (2007)
- Nominatie Zilveren Wolf, IDFA, 2007
- Nominatie beste lange documentaire, European Film Awards, 2007
- Beste documentaire, Courmayeur Noir in Film Festival (Italië), 2007
- Juryprijs Festival International du Film des Droits de l’Homme, 2008

Anton Corbijn Inside Out (2012)
- Première Berlinale, 2012
- Prix Italia, 2012

## Producties in ontwikkeling
- They Fuck You Up (documentaire)
- Dictator Hunter (speelfim)
- De Omweg (speelfilm) (Engels: Ten White Geese)